# Hendrik Verschuring
Hendrik Verschuring (1627, Gorinchem - 1690, Dordrecht) est un peintre, graveur et dessinateur néerlandais du siècle d'or. Il est connu pour ses peintures de scènes de genre représentant très souvent des soldats.

## Biographie
Hendrik Versvhuring est né en 1627 à Gorinchem aux Pays-Bas. Son père est un porteur de drapeau d'une milice citoyenne. Alors que Hendrik porte plus d'intérêt à l'art qu'aux affaires militaires, il étudie la peinture auprès de Dirck Govertsz à l'âge de huit ans. Il devient l'élève de Jan Both à l'âge de treize ans, et ce pendant six ans jusqu'à ce qu'il quitte Utrecht, pour entreprendre un voyage à Rome. Il prend pour habitude de dessiner et peindre les endroits où il séjourne, en particulier les nouveaux bâtiments ou les lieux d'intérêt. Il rencontre un succès d'estime sur place avec une forte demande pour ses œuvres à Venise, c'est la raison pour laquelle il demeure dix années en Italie. Durant le voyage de retour aux Pays-Bas, il rencontre le fils du maire de Maarsseveen, qui se rend en Italie. Ce dernier le persuade d'être son guide en Italie et de l'accompagner. À cette occasion, il demeure encore trois ans de plus en Italie, et retourne à Gorinchem en 1662, où il peint essentiellement des soldats à dos de cheval dans des paysages naturels. Il enseigne la peinture à son fils Willem Verschuring et Mattheus Wijtmans, et devient membre du conseil municipal de la ville de Gorinchem en 1672.
Il meurt le 26 avril 1690 à Dordrecht.

## Œuvres
- La carriole[2], Musée Bredius, La Haye
- La cavalerie attaquant une place fortifiée[3], National Gallery, Londres
- Escarmouche de cavalerie[4], Musée du Louvre, Paris